# Camillo de Jesus Lima
Camillo de Jesus Lima (Caetité, 8 de setembro de 1912 — Itapetinga, 28 de fevereiro de 1975) foi um poeta brasileiro.

## Biografia
Filho de Francisco Fagundes de Lima e D. Esther Fagundes da Silva trazia no sangue a estirpe de várias famílias tradicionais da cidade: Fagundes, Lima, Cotrim e Prisco. Mas seu sobrenome não seria Lima, e sim Fagundes, como consta do registro de nascimento. Era sobrinho-neto de Plínio Augusto Xavier de Lima, bardo que fizera fama no século XIX, colega de Faculdade de Direito de Castro Alves, no Recife. Plínio marcou a História de Caetité, por sua força nas palavras, pelo discurso pleno de ideais, num tempo em que a escravidão maculava a existência do país. Era um futuro promissor, um jovem cheio de planos e lutas, cedo interrompido pela morte que colhia os poetas de então.
Em 1915 seria Caetité elevado a sede de bispado. A cidade contava com uma educação que só tinha paralelo na capital Salvador: o Colégio Americano, protestante, e o Jesuíta São Luis Gonzaga, rivalizavam na formação de uma elite intelectual. O nome da cidade era proferido com orgulho, o Jornal A Penna circulava, mantendo acesa a vida cultural, enquanto fervilhava a vida política. Resumidamente, foi neste fervilhante cadinho cultural que nasceu o poeta.
Seu pai, o professor Chico Fagundes, homem circunspecto, devotado às leituras e ao magistério, era ateu convicto, que muito influenciou ao filho, e marcou na cidade por seu jeito distraído (Camillo dedica-lhe um poema em que revela ser ele um gênio incompreendido por não comungar a fé dominante e "ler Shakespeare no original"). Após alguns périplos volta a Caetité, onde se realiza a breve experiência do Colégio de Caetité, do Padre Luis Soares Palmeira (1935-1938), local onde pai e filho lecionam.
Transfere-se, depois, para Vitória da Conquista uma vez que a crise provocada pela seca de 1939/40 forçara a mudança do Colégio do Padre Palmeira, onde ensinava, para aquela cidade (motivo aparente, pois na verdade o que ocorreu foi um convite dos chefes políticos daquela cidade que, assim, visavam proporcionar uma educação de qualidade para seus filhos, como atesta Mozart Tanajura no histórico que fez daquela cidade, emancipada de Caetité em 1840). Ali Camillo produz sólidas amizades, que o acompanhariam por toda a vida, sempre no meio artístico e intelectual, sem perder, contudo, os laços afetivos com a terra natal.

## Nasce o poeta
Como ocorria a todos os estudantes daqueles tempos, Camillo simpatiza com as idéias comunistas. Qual seu tio-avô Plínio de Lima, que abraçara a causa da igualdade entre os homens com o abolicionismo, Camillo defende uma sociedade mais justa, e irá pagar alto preço por isto.
Tornando-se tabelião ("oficial de registro de imóveis e hipotecas"), mora em Vitória da Conquista, Macarani e Itapetinga. Talentoso, desdobra-se em jornalista, escritor, professor, deixando extensa obra literária, do romance ao conto, mas é na poesia que se consagra, já em 1942, com o livro Poemas, recebedor do Prêmio Raul de Leoni da Academia Carioca de Letras (edição de "O Combate", que publicou quatro de seus livros).
Também publicou: As Trevas da Noite Estão Passando ("O Combate", em colaboração com Laudionor Brasil, poemas, 1941); Viola Quebrada ("O Combate", poesia, 1945); Novos Poemas ("O Combate", id., ib.); Cantigas da Tarde Nevoenta ("Edição de Artes Gráficas - Salvador", poesia); Memórias do Professor Mamede Campos (romance); A Mão Nevada e Fria da Saudade ("Edições MAR", poesia), A Bruxa do Fogão Encerado (contos); Vícios (contos); Bonecos (Perfis); O Livro de Miriam (Poesia, 1973, impresso na gráfica de "O Jornal de Conquista" para "edições MAR"); Cancioneiro do Vira-mundo (Poesia), e outros tantos escritos, publicados em todo o país, muitos ainda inéditos.
Mesmo longe dos centros culturais do país, Camillo fervilha com a pena na mão. Sua poesia plena de lirismo cativa, e tem em Vitória da Conquista, num tempo onde surgem Glauber Rocha, Elomar e outros, um meio artístico incomum, que, por produzir pensamentos, provocou reação junto àqueles para quem o pensar e a palavra eram armas perigosas, a ser combatidas…

## O canto merece uma gaiola
Os homens aprisionam aves para assim disporem de seu canto. Esperam, desta forma, obter a recompensa da arte espontânea dos animais. Mas, que dizer de homens que se fazem animais irracionais a aprisionar outros homens para que não exibam seu canto?
O eclodir do Golpe Militar de 1964 mergulhou o Brasil em triste período de sombras. As primeiras vítimas do movimento foram os cérebros que produziam arte, que viam com sensibilidade o sofrimento de seu povo, e pensavam ser possível um mundo melhor.
Camillo era redator d'O Jornal de Conquista, e morava em Macarani, quando foi preso e levado para a Vitória da Conquista, onde já estavam detidos Pedral Sampaio (prefeito da cidade) e Reginaldo Santos (redator d'O Combate), dentre outros. Eis o resumo deste episódio, sob a descrição de Emiliano José (escritor e jornalista, autor da biografia de Marighella):
Os presos do 19º Batalhão de Caçadores, depois dum habeas corpus da Justiça Militar, foram transferidos secretamente para o Quartel de Amaralina, em Salvador. Ali, incomunicáveis, planejaram uma fuga, suspensa porque souberam da visita do General Ernesto Geisel, que por pressão do chefe da Comissão Geral de Inquéritos iria verificar as condições dos presídios.
Othon Jambeiro sugeriu que se colocasse um cartaz na cela, com os dizeres em italiano: "LASCIATE OGNI SPERANZA VOI CHE ENTRATE", dizeres que Dante Alighieri colocara na porta do Inferno, em sua Divina Comédia, e que significa: deixai toda esperança, vós que entrais. Geisel, chegando, leu e perguntou quem colocara aquilo, e por quê. Jambeiro assumiu e contou-lhe a situação vivida ali. Surpreendendo os presos que não o sabiam culto, o severo militar perguntou: "Isso não é de Dante Alighieri?" e comentou: "Vejo que há algum intelectual aqui."
Foi então que o poeta Camillo de Jesus Lima adiantou-se e, sereno e firme, respondeu - "General, intelectuais somos todos os que aqui estamos. E intelectuais lutando por uma causa justa". Os fotógrafos que acompanhavam os vários repórteres presentes quando viram Lima se adiantar e começar a falar postaram-se para fotografá-lo (…) Lima, lembra Nudd David de Castro, quando chegou, e foi um dos últimos a chegar, representou uma espécie de bálsamo para a árida atmosfera que respiravam. Poeta sensível, pena refinada, amante inveterado, gostava de declamar os poemas dedicados às suas mulheres. "A chegada dele nos deu outro alento. Já estávamos cansados das mesmas caras. Ele deu outro ânimo à nossa convivência, com sua alegria, sua verve, seu bom humor, sua poesia", explica Castro." (grifamos).
Libertado, lança em 1973 O Livro de Miriam, dedicado a sua esposa, obra que, neste mesmo ano, em visita a sua Caetité natal, doa à Biblioteca Pública. Lá revê amigos, vive um pouco daquilo que todos os visitantes e filhos da terra moradores doutras paragens experimentam: a amizade, a alegria do reencontro… mas foi uma despedida.
De 1964 até sua morte, em 1975, Camillo jamais deve ter se reabilitado. Foi justamente naquele ano, quando o Brasil havia mergulhado no período mais negro da ditadura, com Geisel na Presidência, que as perseguições se acentuam. Morrem misteriosa e acidentalmente Anísio Teixeira, Juscelino Kubitschek, João Goulart… morre, misteriosamente atropelado em Itapetinga, o poeta Camillo de Jesus Lima, Caetiteense, como haveria de ser.

## O que disseram de Camillo
"Temos um poeta, não há dúvida, em Camillo de Jesus Lima. Poeta às direitas. Sem artificialismo, sem amaneirado, sem pretenciosidade de criar escolas, nem renovar sistemas." Carlos Chiacchio
"Sou admirador do seu talento. …continuei a cultuar seu nome entre os melhores poetas da Bahia." D. Martins de Oliveira.
"Tal é o sr. Camillo de Jesus Lima, que por sua arte e distinção intelectual se confirma nobremente entre os ilustres poetas brasileiros contemporâneos." Afonso Costa (Discurso de encerramento de sessão da Academia Carioca de Letras)
"La poesia de Camillo de Jesus Lima sorbe la savia que le impulsa y levanta en el torrente telúrico de su tierra. El corazón del pueblo brota como una flor humilde y grande, embellecido pela ternura del poeta." Artigas Milans Martínez.
O Sr. Luis Viana Filho, encaminhando à Biblioteca da Academia Brasileira de Letras o volume Cantigas da Tarde Nevoenta, de Camillo de Jesus Lima, disse que "o autor é um dos maiores poetas que a Bahia possui hoje, sem favor." Jornal do Comércio de 24 de maio de 1955."
"LIMA (Camilo de Jesus), poeta brasileiro, autor de Novos poemas (sem data), Viola quebrada (id.), Cantigas da tarde nevoenta (1955) e outros." Enciclopédia Larousse.
"Nasceu-nos um poeta"! Bem hajam a Camillo e a seus poemas." Afrânio Peixoto.
"Acho uma coisa formidável que a Bahia possua no interior do Estado provincianos (no melhor sentido do termo) e universais pelo conteúdo, dois poetas como Sosígens Costa e você." Jorge Amado.
Quando da fundação da Academia Caetiteense de Letras, em 2001, poucas pessoas falavam sobre este escritor. O nome de Camillo era quase desconhecido em sua terra natal e foi graças aos seus parentes, em especial D. Dagmar e o Sr. Silvio Prisco Vilasboas, que não deixaram morrer a memória de nosso maior poeta.
Silvio, eleito Emérito da ACL, é das principais atrações nos Encontros Literários, promovidos pela Academia em parceria com a Casa Anísio Teixeira e Uneb - sempre trazendo os versos do primo que a todos encanta e diverte, além de episódios familiares, como este:
"Camillo era gago. Minha mãe aconselhou a dele, dizendo-lhe que um susto poderia curar o problema. Tia Esther então esperou que o menino se distraísse, tomando café na cozinha e, pé-ante-pé, veio por trás e meteu-lhe com a colher de pau na cabeça. Dolorido e assustado com a atitude inesperada, exclamou para a mãe: "O i é e eu lhe fiz, mu'é?"
Em 2002 foi realizado o concorrido 6º Encontro Literário tendo como tema principal o poeta.

## Versos de Camillo
Lançado em 1954, Viola quebrada é um dos quatro poemas contidos no livro que lhe tem o nome. Todos os versos, feitos em estilo cordelístico, compõem uma homenagem ao poeta Catulo da Paixão Cearense - fazendo coro aos que louvavam a verdadeira revolução por este empreendida, ao trazer para a literatura o jeito de falar do homem do povo, no Brasil.
O poema Viola Quebrada narra o drama vivido por João Macambira, retirante da seca que, ao chegar numa cidade, tem sua viola despedaçada pelo delegado do lugar ("Velha formiga que não gosta de cigarras"). O excerto abaixo é um exemplo de bom humor e genialidade de Camillo:
Da viola pra muié
É pequena a deferença.
Ancê óia, escuta e pensa.
Eu juro, esta fala é franca:
A viola tem cabelo
Nas dez corda qui ela tem.
Tale quale uma muié,
Ela tem braço também
E tem cintura e tem anca.
A viola faz chorá
E chora a hora qui qué.
Tale quale uma muié,
Derrete toda na mão
Da pessôa qui qué bem.
Só inziste duas cousa
Qui ela tem e muié não:
É qui a viola de pinho
Tem alma e tem coração…
- Observação: O ator e cantor Saulo Laranjeira, que interpreta um deputado em A Praça é Nossa do SBT, gravou uma versão deste poema, além de haver transformado o João Macambira numa das suas personagens.

## Documento
Aos onze dias do mez de Setembro de mil novecentos e doze, nesta Cidade de Caetité, município do mesmo nome deste Estado o Cidadão Francisco Fagundes de Lima em presença das testemunhas nomeadas e abaixo assignadas declarou: Que no dia oito do corrente mez em residência de D. Jacintha Borba da Silva, nasceu uma creança do sexo masculino que há de se chamar Camillo de Jesus Fagundes, filho legítimo delle declarante que é empregado público e D. Esther Fagundes da Silva empregada em trabalhos domésticos, ambos residentes nesta Cidade, e nella se casaram. São avós paternos da creança registrada Gustavo Fagundes Cotrim e D. Josephina Amélia Fagundes de Lima. Avós maternos Camillo Prisco da Silva, já fallecido, e D. Jacintha Borba da Silva. Do que para constar lavro este termo em que conmigo o declarante assignam as testemunhas João Antonio de Cerqueira negociante e residente nesta Cidade e João Fagundes de Lima artista e residente nesta Cidade. Eu, Jonas Evangelista de Souza, escrivão o escrevi e assigno. Declaro em tempo que nasceu as onze horas e meia da noite. (Transcrição da certidão de nascimento do poeta, mantida a ortografia da época)